# Герб Намибии
Герб Намибии представляет собой щит цветов национального флага, увенчанный изображением орлана-крикуна. Щит поддерживают два орикса, символизирующие храбрость, элегантность и гордость. Основанием служит символизирующая пустыню фигура, на которой произрастает вельвичия удивительная, символизирующая национальную силу духа. В нижней части герба на серебряной ленте находится национальный девиз: «Единство, Свобода, Правосудие» (англ. Unity, Liberty, Justice).

## История герба
|  | Этот раздел нужно дополнить. Пожалуйста, улучшите и дополните раздел. (31 мая 2015) |

|  | Этот раздел нужно дополнить. Пожалуйста, улучшите и дополните раздел. (31 мая 2015) |